# Joseph Spear
 (décembre 2013).
Pour les articles homonymes, voir Spear.
Joseph Spear, né à Weymouth et mort en 1837, est un officier de la Royal Navy dont la carrière se déroule pour l'essentiel dans les Caraïbes.
Il participe à la guerre d'indépendance des États-Unis, aux guerres de la Révolution française et aux guerres napoléoniennes.
Il a notamment commandé le HMS Royal Sovereign en 1810 et le HMS Temeraire en 1811.